# Tifa Lockhart
Tifa Lockhart (ティファ・ロックハート Tifa Rokkuhāto?) es un personaje del videojuego de rol Final Fantasy VII desarrollado por la empresa japonesa SquareSoft, (ahora Square Enix) para la consola PlayStation y PC. Creada y diseñada por Tetsuya Nomura, desde entonces ha aparecido en el juego de lucha Ehrgeiz e hizo cameos en varios otros títulos, así como en la secuela de la película CGI de Final Fantasy VII, Advent Children y juegos y medios relacionados en la serie de Compilación de Final Fantasy VII.
Tifa es una experta en Zangan-Ryu artes marciales, donde usa puños y pies como armas. Tifa tiene un largo cabello color castaño oscuro, con las puntas partidas como la cola de un delfín, y ojos castaños claros, a pesar de que en algunas descripciones sus ojos han sido rojos.
Un miembro del grupo ecoterrorista AVALANCHA y propietaria del bar "El Séptimo Cielo" en los suburbios de Midgar, Tifa es la amiga de la infancia de Cloud Strife, el protagonista de Final Fantasy VII. Convenciéndolo de unirse al grupo para mantenerlo cerca y seguro, más tarde lo ayuda a salvar al Planeta del villano del juego, Sefiroth. Las entregas en The Compilation of Final Fantasy VII más tarde se expandieron sobre su personaje, como en la película Advent Children, donde intenta convencer a Cloud de que abandone su culpa autoimpuesta y siga con su vida después de la derrota de Sephiroth.
En japonés, su voz ha sido prestada por Yuko Minaguchi en Ehrgeiz y por Ayumi Ito en las versiones japonesas de  Compilation of Final Fantasy VII y Kingdom Hearts II.  Rachael Leigh Cook le da voz en las versiones inglesas.

## Aspecto y Creación
Tifa Lockhart es una joven bella, hermosa y de mucho atractivo, se caracteriza por ser de piel blanca y etnia caucásica y de tener cabello color castaño lacio con un fleco con una terminación de punta hacia el lado derecho de su rostro y con ojos color marrón, es caracterizada por tener senos grandes y por tener una figura esbelta, también es caracterizada por ser visibles sus aretes de las orejas lo cual le dan mayor atracción a ella, Sus medidas físicas son 92-60-88.
Su vestimenta inicial esta caracterizado por tener una camisa tipo ombliguera corta color blanco y camisa igual corta color negro encima de la blanca donde deja mostrar el abdomen de Tifa, también utilizando una armadura en sus brazos color negro y con una rodillera en el codo de su brazo izquierdo color rojo y castaño, inicialmente Tifa portaba guantes color rojo, pero en los re-diseños del personaje utiliza unos de color negro y gris.
También utiliza una minifalda con una mezcla de color negro y gris, también utiliza dos tirantes que sujetan y atraviesan el abdomen y espalda de Tifa para sujetar su minifalda. Utiliza unas botas color rojo, y en algunos diseños del personaje utiliza unas mallas largas en sus piernas de color negro. 
Tetsuya Nomura reveló que tuvo dificultades al decidir entre dotarla de camiseta o dejarla semi-desnuda, pero en una conversación con otros desarrolladores del juego se llegó a la decisión final de dejarla con camiseta y con la apariencia de tener senos grandes, pues, según el desarrollador, le gustaban.

## Biografía
Tifa es amiga de la infancia de Cloud Strife y propietaria del bar, "El Séptimo Cielo", así como miembro de la organización ecoterrorista AVALANCHE, que se opone a la megacorporación Shinra y su uso de la energía de Mako como poder. fuente. Ella convence a Cloud de unirse al grupo para vigilarlo más de cerca después de notar que su personalidad ha cambiado, y ella lo sigue en busca del antagonista del juego, Sephiroth. Incapaz de evitar que Sephiroth lo manipule, ella lo ayuda a recuperarse después de que su mente se fractura, y se dan cuenta de sus sentimientos mutuos, trabajando juntos para derrotar a Sephiroth.
Aunque se conocían desde la infancia, las circunstancias les impidieron hacerse más que amigos ya que Cloud se alistó en SOLDADO y se marchó de la ciudad con tan sólo 14 años.
En flashbacks, se revela que, cuando eran niños, Tifa y Cloud habían decidido seguir un camino hacia una montaña cerca de su ciudad natal de Nibelheim. Sin embargo, ambos resultaron heridos y Tifa estuvo en coma durante una semana, y su padre responsabilizó a Cloud por el incidente. Cloud finalmente se fue para unirse al programa SOLDADO de Shinra para hacerse más fuerte, pero luego se revela que lo hizo principalmente para atraer su atención. En respuesta, ella le preguntó si alguna vez estaba en peligro, él volvería a salvarla. Años más tarde, después de que Sephiroth destruyó la ciudad de Nibelheim, Cloud rescató a Tifa después de que Sephiroth la hiriera. Sobreviviendo al incidente, Tifa fue llevada a un lugar seguro por su instructor de artes marciales Zangan, que finalmente llegó a Midgar y se encontró con el líder de AVALANCHE, Barret Wallace. Al recuperarse, se unió a AVALANCHE para vengarse de la destrucción de su hogar. Finalmente se reencontró con un Cloud hablando incoherencias en la estación de tren de la ciudad, y lo convenció de trabajar para Barret, para mantenerlo cerca y seguro. Este es el punto en el que comienza el juego.
Tifa se encuentra con dos dilemas: 1.Por un lado está el triángulo amoroso formado por ella misma, Cloud y Aeris, en el que Tifa se intenta mantener al margen aunque ciertamente siente algo especial por Cloud y sabe que a Aeris le ocurre lo mismo; Tifa y Aeris sin embargo se respetan e incluso se llevan bien pero ambas luchan por el amor de Cloud en silencio. Tifa es una poderosa guerrera, pero por dentro es una joven insegura de sí misma y de sus sentimientos.

En los primeros borradores de Final Fantasy VII, Tifa iba a ser un personaje de fondo. Su papel en AVALANCHA fue agregar apoyo detrás de escena y animar a todos después de las misiones, además de tener un cariño particular por Cloud. Se suponía que tenía una gran cicatriz en la espalda causada por Cloud, y una amnesia parcial por el incidente cuando la recibió. Masato Kato, uno de los organizadores del evento, propuso una escena destinada a implicar que ella y Cloud tenían relaciones sexuales, pero Kitase la reemplazó con una versión atenuada en la que una línea arriesgada es seguida por un desvanecimiento a negro. En una entrevista, Nojima declaró que ninguno de los miembros del personal pensó que la escena se convertiría en un problema en ese momento.
En 2005, apareció en la película CGI Final Fantasy VII: Advent Children, ambientada dos años después de los eventos del juego. En él, ella trata de brindarle apoyo emocional a Cloud, instándolo a aceptar la injusticia culpa que él se impone. Además, cuida a la hija adoptiva de Barret Wallace, Marlene, y a otro niño, Denzel. Durante la película, ella lucha contra uno de los antagonistas, Loz, y luego ayuda a luchar contra la criatura convocada Bahamut SIN. La guionista Kazushige Nojima describió su papel en la película como "muy parecido a cualquier mujer que haya sido dejada por un hombre", afirmando que si bien no querían que pareciera pegajosa, también querían retratar que estaba emocionalmente herida por la partida de Cloud. En el borrador inicial de la película, tenía la intención de tener un papel más central en el cortometraje, que solo se presentaba a sí misma, a Cloud y a varios niños, y la historia giraba en torno a una nota que se le entregaba.
Tifa aparece en los juegos de la precuela Before Crisis: Final Fantasy VII y Crisis Core: Final Fantasy VII, así como en OVA Final Fantasy VII: Last Order. En cada una, su apariencia se relaciona con la destrucción de Nibelheim. La novela "Case of Tifa", escrita como parte de la serie On the Way to a Smile, es una historia ambientada entre el juego original y Advent Children. Contada desde su punto de vista, la historia detalla cómo ella crea un nuevo bar del Séptimo Cielo en la ciudad de Edge e intenta aferrarse al concepto de una familia normal consigo misma y con Cloud, a pesar de que él comienza a aislarse de los demás. Tifa también aparece brevemente en el juego Dirge of Cerberus: Final Fantasy VII, ambientado un año después de los eventos de Advent Children en el que ayuda al protagonista Vincent Valentine a defender el Planeta contra el monstruo Omega WEAPON; Más tarde aparece en el epílogo del juego, discutiendo la aparente desaparición de Vincent.

## Límites
Es un buen personaje para el grupo final debido a su límite compuesto diferente al de los otros personajes: Tifa utiliza una ruleta que determina la cantidad de daño de sus límites y si lo hace o no, mediante tres opciones ("golpe", que hace un daño medio y abunda en las ruletas; "si", que causa un daño considerablemente más poderoso que el normal, pero es más escaso; y finalmente, "merma", que hace que Tifa no realice ese límite, y en el último límite es bastante abundante). Este límite es muy poderoso hacia el final, realizando un solo golpe débil al principio, pero que sumado el daño de todos los límites de los que dispone (ya que, a diferencia de los otros personajes que tan sólo realiza un límite por vez, ella realiza todos los límites aprendidos, siete en total) causa mucho daño. Para ejemplificar esto, Tifa puede realizar los siete límites que, sumando los daños causados y obteniendo un si en los tres límites primeros (algo no muy difícil con algo de práctica), causarán más de 5.000 puntos de vida, que sumados pueden quitar, como mínimo, unos 35.000 puntos de daño. Si tienes en cuenta que sólo hay cuatro límites que causen golpes múltiples de daño considerable (Cloud, con su poderoso Omnilátigo; Barret, con el destructivo Catástrofe; Tifa, con sus siete golpes de daño espectacular si obtienes en todos un Si, lo cual se consigue con práctica; y Cid, que su límite, a pesar de ser bastantes golpes, es bastante débil, no sacando más de 500 puntos por golpe), Tifa resulta una poderosa ayuda con enemigos fuertes y un fichaje seguro en un grupo poderoso.

## Miscelánea
- Tifa no estaba al principio presente en los primeros esbozos de la historia de Final Fantasy VII.
- Tifa llevaba originalmente ropa roja, la cual fue usada como traje alternativo en el videojuego de lucha Ehrgeiz, en el que aparece ella junto con otros personajes de Final Fantasy VII.
- Algunos fanes creen que el nombre de Tifa es sacado de Tiphareth, uno de los  Sefirá del Cábala. Otros creen que ha sido sacado del nombre Tiffany.